# Chiesa di San Domenico (Ruvo di Puglia)
La chiesa di San Domenico è una importante chiesa di Ruvo di Puglia sita in piazza Giovanni Bovio. Il tempio, con annesso convento, fu innalzato nella seconda metà del Cinquecento per volere dell'Ordine dei Frati Predicatori. L'edificio religioso è stato poi riedificato nel Settecento ed affidato ai Padri Scolopi. Il convento è attualmente adibito a museo civico.

## Storia
L'insediamento dei domenicani a Ruvo si inserisce in momento storico caotico per il feudo. L'agro rubastino infatti venne acquistato dal cardinale Oliviero Carafa nel 1510 e proprio a cavallo tra il Cinquecento e il Seicento si inserisce l'arrido dell'Ordine dei Frati Predicatori. Tale periodo presentava un borgo ancora medievale in cui da una parte le famiglie nobili e magnifiche conobbero un momento particolarmente fiorente mentre la diocesi di Ruvo destò scandalo per gli episodi di governo nepotistico che videro succedersi tre vescovi appartenenti alla stessa famiglia. Tra il 1560 e il 1647 i domenicani avrebbero già innalzato il convento e la chiesa, allora intitolata al Santissimo Rosario, sorti sulle rovine del precedente convento dedicato a Santa Caterina. La chiesa del Rosario fu subito oggetto delle attenzioni delle nobili stirpi ruvesi, i cui nomi furono legati alle varie cappelle presenti nel vecchio tempio a tre navate. Fu in questo periodo inoltre che ai frati domenicani fu donato dal chierico ruvese Fabrizio de Amato la tela dipinta a Bitonto dal pittore spagnolo Alonso de Corduba, raffigurante proprio la Madonna del Rosario, perno delle attività cultuali nella comunità domenicana ruvestina. Tuttavia nella prima metà del Settecento l'edificio sacro era già fatiscente con un tetto quasi del tutto crollato e sole due cappelle ancora in piedi, sebbene pericolanti. Ai domenicani apparve dunque chiara la necessità di edificare una nuova chiesa mentre le funzioni religiose venivano svolte nel chiostro del convento. Intorno al 1740 almeno i muri perimetrali del nuovo tempio erano stati innalzati ma i lavori si conclusero solo tre anni più tardi. In questo modo fu fabbricata l'attuale chiesa intitolata non più al Santissimo Rosario ma a San Domenico di Guzman, fondatore dell'ordine. Tuttavia il culto della Beata Vergine del Rosario non fu dimenticato: fu infatti il nobile ruvese Annibale Maggialetti a farsi carico delle spese per la decorazione e la costruzione della cappella dedicata alla Madonna del Rosario, la quale sarà poi arricchita di una statua in cartapesta, opera dello scultore leccese Giuseppe Manzo, commissionata da una Pia Commissione ed acquistata tramite offerte volontarie sul finire del XIX secolo.
Con il provvedimento legislativo del 7 agosto 1809 nel Regno di Napoli vennero definitivamente sciolti tutti gli ordini religiosi. Anche il convento dei domenicani a Ruvo fu così soppresso e l'ordine religioso fu così costretto ad andare via dal paese. Chiesa e convento finirono così nelle mani dell'Amministrazione Comunale, la quale adibì il convento a caserma della Gendarmeria Reale e in seguito ad altri usi quali teatro, carcere e ospedale militare. La chiesa di San Domenico fu invece affidata alla Confraternita della Purificazione sorta ai primi del Settecento sotto il titolo di Purificazione-Sant'Ignazio per volere del gesuita Domenico Bruno e rifondata nel 1777 dopo la soppressione della Compagnia di Gesù. La confraternita, che raccoglieva attorno a sé contadini e poveri della città, curava il culto della purificazione di Maria e dai sodali stessi fu importato nella chiesa di San Domenico il dipinto raffigurante la Presentazione al tempio di Gesù e Purificazione di Maria di Giuseppe Mastroleo. A questo si aggiunse anche il culto della Madonna Addolorata, da osservare il venerdì di Passione con la processione, tuttora esistente, della Desolata, tanto da mutare il nome del sodalizio in Purificazione-Addolorata. Dopo il congresso di Vienna del 1815, si ripristinarono tutti gli ordini religiosi ma nonostante il tentativo di ristabilire a Ruvo i frati domenicani, il convento ad essi appartenuto fu affidato ai Padri Scolopi, su insistenza di Giovanni Jatta, con l'intento di formare la gioventù ruvese. Sotto tale ordine fu avviato e concluso il restauro della chiesa nel 1854 che trasformò radicalmente l'assetto dell'edificio religioso tramutando l'altare barocco in neoclassico, installando un nuovo organo sulla controfacciata e completando il prospetto lasciato a metà dai domenicani, oltre alla cura delle varie cappelle e all'acquisizione di numerosi oggetti sacri di corredo. Nel 1866 i frati furono costretti ad abbandonare la città poiché ancora una volta il sodalizio fu soppresso. Il convento fu così adibito a scuola pubblica ma parte di esso servì nel 1885 da lazzaretto per curare coloro che erano stati colpiti dall'epidemia del colera che si diffuse in quell'anno.

## Descrizione

### La chiesa

#### Facciata
La facciata divisa in due ordini dalla trabeazione, risulta slanciata, effetto causato dalle paraste che dividono in tre il prospetto. Il grande portone di ingresso è sormontato da un timpano a padiglione sul quale è posto lo stemma dei Padri Scolopi. Sulle ali laterali della facciata sono collocate due nicchie attualmente vuote e che un tempo avrebbero dovuto ospitare le statue di Santa Caterina d'Alessandria e di Maria Maddalena. La parte centrale dell'ordine superiore si estende al di sopra delle fiancate alle quali è congiunta da due eleganti volute; in questa stessa area trova spazio il finestrone con l'architrave arcuato ripreso in forma più accentuata nel coronamento superiore finale su cui poggia la croce in ferro battuto. Sulla sommità delle paraste sono collocati quattro acroteri di cui due con forma di vasi circolari e due a forma piramidale in cui sono conficcate due bandierine in ferro.

#### Interno
L'edificio presenta una pianta a croce latina e si sviluppa in un'unica ampia aula coperta da una volta a botte unghiata. Le pareti laterali presenta due cappelle per parte (intitolate alla Candelora, alla Desolata, a San Vincenzo Ferrer e al Sacro Cuore di Gesù) mentre alle estremità del transetto si trovano i due cappelloni dedicati ai culti principali della parrocchia e della Confraternita della Purificazione-Addolorata, ovvero la Madonna del Rosario e la Beata Vergine Addolorata. All'incrocio tra navata e transetto si erge la cupola, senza tamburo, nascosta all'esterno dall'alzato ottagonale su cui poggia la copertura a spicchi. Il grande corridoio centrale esalta l'altare barocco sul quale è posta la statua in legno policromo di San Domenico, titolare della chiesa. Oltre alle opere d'arte già citate bisogna ricordare una tela di Fabrizio Santafede raffigurante la Madonna delle Grazie.

### Il convento
La costruzione del convento ad opera dei frati domenicani risalirebbe ad un periodo che va dal 1560 al 1647, una datazione incerta a causa delle scarse e imprecise fonti. Il complesso conventuale fu edificato sui ruderi del convento di Santa Caterina e presenta una pianta quadrilatera con la facciata principale costruita sul fianco sinistro della chiesa ovvero sulla via per Bitonto e Terlizzi. Conformemente alla bolla di Paolo V del 1616, il convento presentava luoghi di preghiera, orti e giardini, locali di servizio, celle semplici e prive di arredo per i frati ed una cella più comoda per il priore. Il chiostro è formato da cinque arcate, poggianti su dei pilastri squadrati, che circondano la cisterna. Dal chiostro si può accedere a ben nove magazzini di cui uno fungeva da cantina. Al di sotto del chiostro sono presenti i sotterranei utilizzati per la conservazione degli alimenti e delle biade oltre che per la lavorazione del latte. Il refettorio si trova a destra dell'entrata, ha una volta a botte ed è collegato con la dispensa a sua volta comunicante con la cucina, la panetteria e al forno. Attorno al cortile sono disposti i locali di servizio tra cui vari locali per gli attrezzi, uno stallone, una rimessa, una stanza per il vetturino, un sottano e tre palmenti provvisti di torchi. Al primo piano del convento sono presenti le diciassette celle oltre ad alcuni stanzoni e alla possibilità, per i frati infermi, di affacciarsi dalle gelosie per assistere alle celebrazioni eucaristiche tramite un apposito corridoio. Nel secondo piano si trovavano alcune stanze a tavolate e il coro d'inverno, il luogo di preghiera invernale. La copertura è formata da capriate in legno.